# 天榮村
天榮村（日语：／ Ten'ei mura */?）是位于福島縣岩瀨郡的一村。
在2011年的日本福島核災難中, 首先發現天榮村出產的牛肉驗出輻射含量超標, 反映日本因2011年由地震海嘯引發的核輻射災難進一步影響了日本的食物安全.

## 外部連結
- 官方网站 （日語）